# Pietro Tacchini
Pietro Tacchini (Módena, 21 de marzo de 1838 - id., 25 de marzo de 1905) fue un astrónomo italiano, cofundador de la Sociedad Espectroscópica Italiana.

## Semblanza
En 1859 fue nombrado director del Observatorio de Módena. Desde 1863, en el Observatorio de Palermo, se interesa principalmente en la observación del Sol. Después fue director del Observatorio de la Pontificia Universidad Gregoriana de Roma.
Junto con Angelo Secchi fundó la Sociedad Espectroscópica Italiana, en cuyas publicaciones desde entonces, dio a conocer sus observaciones. En 1874 observó el tránsito de Venus en la India.
También fundó la Sociedad Sismológica Italiana, que dirigió durante diez años.

## Reconocimientos
- Recibió la Medalla Rumford en 1888.

## Eponimia
- El cráter lunar Tacchini lleva este nombre en su memoria.[2]
- El asteroide (8006) Tacchini también fue nombrado en su honor.[3]